# Могильний Олександр Геннадійович
Олександр Могильний (рос. Александр Геннадьевич Могильный, нар. 18 лютого 1969, Хабаровськ) — колишній радянський і російський  хокеїст, що грав на позиції крайнього нападника. Виступав за національні збірні СРСР та Росії.
Олімпійський чемпіон. Володар Кубка Стенлі. Провів понад тисячу матчів у Національній хокейній лізі.

## Ігрова кар'єра
Хокейну кар'єру розпочав 1986 року виступами за команду ЦСКА (Москва) в СРСР.
1988 року був обраний на драфті НХЛ під 89-м загальним номером командою «Баффало Сейбрс». 
Після чемпіонату світу в Швеції вирішив не повертатись до СРСР, а 9 травня 1989 попросив політичного притулку в США і отримавши дозвіл на роботу, порушивши військову присягу та трудові зобов'язання перед ЦСКА, відбув до США. Перший матч у НХЛ провів 5 жовтня 1989 проти «Квебек Нордікс».
Протягом професійної клубної ігрової кар'єри, що тривала 21 рік, захищав кольори команд ЦСКА (Москва), «Баффало Сейбрс», «Ванкувер Канакс», «Нью-Джерсі Девілс» та «Торонто Мейпл-Ліфс».
Загалом провів 1114 матчів у НХЛ, включаючи 124 гри плей-оф Кубка Стенлі.
Виступав за національні збірні СРСР та Росії, забивши 5 шайб у 21 матчі в їх складі.

## Нагороди та досягнення
Клубні
- Учасник матчу усіх зірок НХЛ — 1992, 1993, 1994, 1996, 2001, 2003
- Друга команда всіх зірок НХЛ — 1993, 1996
- Володар Кубка Стенлі в складі «Нью-Джерсі Девілс» — 2000
- Приз Леді Бінг — 2003

Збірна СРСР
- Чемпіон Зимових Олімпійських ігор у Калгарі 1988 року
- Срібний призер молодіжного чемпіонату світу 1988 року
- Чемпіон молодіжного чемпіонату світу 1989 року
- Чемпіон світу 1989 у складі збірної СРСР

## Статистика

### Клубні виступи
| Сезон        | Клуб                 | Ліга         | Регулярний сезон | Регулярний сезон | Регулярний сезон | Регулярний сезон | Регулярний сезон | Плей-оф | Плей-оф | Плей-оф | Плей-оф | Плей-оф |
| Сезон        | Клуб                 | Ліга         | І                | Г                | П                | О                | ШХ               | І       | Г       | П       | О       | ШХ      |
| ------------ | -------------------- | ------------ | ---------------- | ---------------- | ---------------- | ---------------- | ---------------- | ------- | ------- | ------- | ------- | ------- |
| 1986–87      | ЦСКА (Москва)        | СРСР         | 28               | 15               | 1                | 16               | 4                | —       | —       | —       | —       | —       |
| 1987–88      | ЦСКА (Москва)        | СРСР         | 39               | 12               | 8                | 20               | 14               | —       | —       | —       | —       | —       |
| 1988–89      | ЦСКА (Москва)        | СРСР         | 31               | 11               | 11               | 22               | 24               | —       | —       | —       | —       | —       |
| 1989–90      | «Баффало Сейбрс»     | НХЛ          | 65               | 15               | 28               | 43               | 16               | 4       | 0       | 1       | 1       | 2       |
| 1990–91      | «Баффало Сейбрс»     | НХЛ          | 62               | 30               | 34               | 64               | 16               | 6       | 0       | 6       | 6       | 2       |
| 1991–92      | «Баффало Сейбрс»     | НХЛ          | 67               | 39               | 45               | 84               | 73               | 2       | 0       | 2       | 2       | 0       |
| 1992–93      | «Баффало Сейбрс»     | НХЛ          | 77               | 76               | 51               | 127              | 40               | 7       | 7       | 3       | 10      | 6       |
| 1993–94      | «Баффало Сейбрс»     | НХЛ          | 66               | 32               | 47               | 79               | 22               | 7       | 4       | 2       | 6       | 6       |
| 1994–95      | «Спартак» (Москва)   | МХЛ          | 1                | 0                | 1                | 1                | 0                | —       | —       | —       | —       | —       |
| 1994–95      | «Баффало Сейбрс»     | НХЛ          | 44               | 19               | 28               | 47               | 36               | 5       | 3       | 2       | 5       | 2       |
| 1995–96      | «Ванкувер Канакс»    | НХЛ          | 79               | 55               | 52               | 107              | 16               | 6       | 1       | 8       | 9       | 8       |
| 1996–97      | «Ванкувер Канакс»    | НХЛ          | 76               | 31               | 42               | 73               | 18               | —       | —       | —       | —       | —       |
| 1997–98      | «Ванкувер Канакс»    | НХЛ          | 51               | 18               | 27               | 45               | 36               | —       | —       | —       | —       | —       |
| 1998–99      | «Ванкувер Канакс»    | НХЛ          | 59               | 14               | 31               | 45               | 58               | —       | —       | —       | —       | —       |
| 1999–00      | «Ванкувер Канакс»    | НХЛ          | 47               | 21               | 17               | 38               | 16               | —       | —       | —       | —       | —       |
| 1999–00      | «Нью-Джерсі Девілс»  | НХЛ          | 12               | 3                | 3                | 6                | 4                | 23      | 4       | 3       | 7       | 4       |
| 2000–01      | «Нью-Джерсі Девілс»  | НХЛ          | 75               | 43               | 40               | 83               | 43               | 25      | 5       | 11      | 16      | 8       |
| 2001–02      | «Торонто Мейпл-Ліфс» | НХЛ          | 66               | 24               | 33               | 57               | 8                | 20      | 8       | 3       | 11      | 8       |
| 2002–03      | «Торонто Мейпл-Ліфс» | НХЛ          | 73               | 33               | 46               | 79               | 12               | 6       | 5       | 2       | 7       | 4       |
| 2003–04      | «Торонто Мейпл-Ліфс» | НХЛ          | 37               | 8                | 22               | 30               | 12               | 13      | 2       | 4       | 6       | 8       |
| 2005–06      | «Нью-Джерсі Девілс»  | НХЛ          | 34               | 12               | 13               | 25               | 6                | —       | —       | —       | —       | —       |
| 2005–06      | «Олбані Рівер Ретс»  | АХЛ          | 19               | 4                | 10               | 14               | 17               | —       | —       | —       | —       | —       |
| Усього в НХЛ | Усього в НХЛ         | Усього в НХЛ | 990              | 473              | 559              | 1032             | 432              | 124     | 39      | 47      | 86      | 58      |

### Збірна
| Рік                | Команда            | Турнір             | Місце              |    | І  | Г  | П  | О  | ШХ |
| ------------------ | ------------------ | ------------------ | ------------------ | -- | -- | -- | -- | -- | -- |
| 1987               | СРСР               | МЧС                | ДСК                | 6  | 3  | 2  | 5  | 4  |    |
| 1988               | СРСР               | МЧС                | 2                  | 7  | 9  | 9  | 18 | 2  |    |
| 1988               | СРСР               | ОІ                 | 1                  | 6  | 3  | 2  | 5  | 2  |    |
| 1989               | СРСР               | МЧС                | 1                  | 7  | 7  | 5  | 12 | 4  |    |
| 1989               | СРСР               | ЧС                 | 1                  | 10 | 0  | 3  | 3  | 2  |    |
| 1996               | Росія              | КС                 | ПФ                 | 5  | 2  | 4  | 6  | 0  |    |
| Молодіжна збірна   | Молодіжна збірна   | Молодіжна збірна   | Молодіжна збірна   | 20 | 19 | 16 | 35 | 10 |    |
| Національна збірна | Національна збірна | Національна збірна | Національна збірна | 21 | 5  | 9  | 14 | 4  |    |